# ヴァンイヤーデン・ショーン
ヴァンイヤーデン・ショーン（Van Eerden Shawn、2004年4月16日 - ）は神奈川県出身のプロサッカー選手。Jリーグ・横浜FC所属。ポジションはディフェンダー。

## 略歴
カナダ人の父と日本人の母との間に生まれた。横浜FCのアカデミーで育成され、ユースチームに所属していた2022年には2種登録選手としてトップチームにも登録されている。10月9日、2023年シーズンからのトップチーム昇格内定が発表された。
2023年5月24日、ルヴァンカップ・グループステージのサンフレッチェ広島F.C戦でプロデビューを飾った。
2024年、同じ横浜のY.S.C.C.横浜に育成型期限付き移籍。
2025年、横浜FCに復帰。

## 所属クラブ
- 本町SC / 横浜FCサッカースクール U-12強化カテゴリー
- 横浜FCジュニアユース
- 横浜FCユース
  - 2022年  横浜FC（2種登録選手）
- 2023年 -  横浜FC
  - 2024年  Y.S.C.C.横浜

## 個人成績
| 国内大会個人成績 | 国内大会個人成績 | 国内大会個人成績 | 国内大会個人成績 | 国内大会個人成績 | 国内大会個人成績 | 国内大会個人成績 | 国内大会個人成績 | 国内大会個人成績 | 国内大会個人成績 | 国内大会個人成績 | 国内大会個人成績 |
| 年度             | クラブ           | 背番号           | リーグ           | リーグ戦         | リーグ戦         | リーグ杯         | リーグ杯         | オープン杯       | オープン杯       | 期間通算         | 期間通算         |
| 年度             | クラブ           | 背番号           | リーグ           | 出場             | 得点             | 出場             | 得点             | 出場             | 得点             | 出場             | 得点             |
| 日本             | 日本             | 日本             | 日本             | リーグ戦         | リーグ戦         | リーグ杯         | リーグ杯         | 天皇杯           | 天皇杯           | 期間通算         | 期間通算         |
| ---------------- | ---------------- | ---------------- | ---------------- | ---------------- | ---------------- | ---------------- | ---------------- | ---------------- | ---------------- | ---------------- | ---------------- |
| 2023             | 横浜FC           | 32               | J1               | 0                | 0                | 1                | 0                | 1                | 0                | 2                | 0                |
| 2024             | YS横浜           | 19               | J3               | 15               | 1                | 1                | 0                | 0                | 0                | 16               | 1                |
| 2025             | 横浜FC           | 19               | J1               |                  |                  |                  |                  |                  |                  |                  |                  |
| 通算             | 日本             | 日本             | J1               | 0                | 0                | 1                | 0                | 1                | 0                | 2                | 0                |
| 通算             | 日本             | 日本             | J3               | 15               | 1                | 1                | 0                | 0                | 0                | 16               | 1                |
| 総通算           | 総通算           | 総通算           | 総通算           | 15               | 1                | 2                | 0                | 1                | 0                | 18               | 1                |

- 2022年 2種登録選手としての公式戦出場無し
- Jリーグ初出場 - 2024年3月24日  J3第6節 ガイナーレ鳥取戦（ニッパツ三ツ沢球技場）
- Jリーグ初得点 - 2024年3月31日 J3第7節 福島ユナイテッドFC戦（とうほう・みんなのスタジアム）

## 代表歴
- U-18日本代表
  - SBSカップ（2022年）